# John Millington Synge
Edmund John Millington Synge (16. dubna 1871 Newtown Little, Rathfarnham, hrabství Dublin, (dnes předměstí Dublinu), Irsko – 24. března 1909 Dublin, Irsko) byl irský dramatik, básník, spisovatel a folklórní sběratel. Byl jedním ze spoluzakladatelů divadla Abbey Theatre. Jeho nejznámější divadelní hra je Hrdina západu (The Playboy of the Western World).

## Život
Narodil se v rodině irského protestantského právníka, který zemřel, když mu byl jeden rok. Vzdělával se většinou soukromě a věnoval se ornitologii. V roce 1887 začal studovat hru na housle na Royal Irish Academy of Music v Dublinu. V roce 1889 začal rovněž studovat irštinu na Trinity College v Dublinu. Kolej absolvoval v roce 1892. Poté odešel studovat hudbu do Německa. Pobýval nejprve v Koblenzi a od ledna 1894 přesídlil do Würzburgu. Studoval hru na housle a na klavír, příležitostně komponoval. Ze studií se vrátil do Irska v červnu 1894.

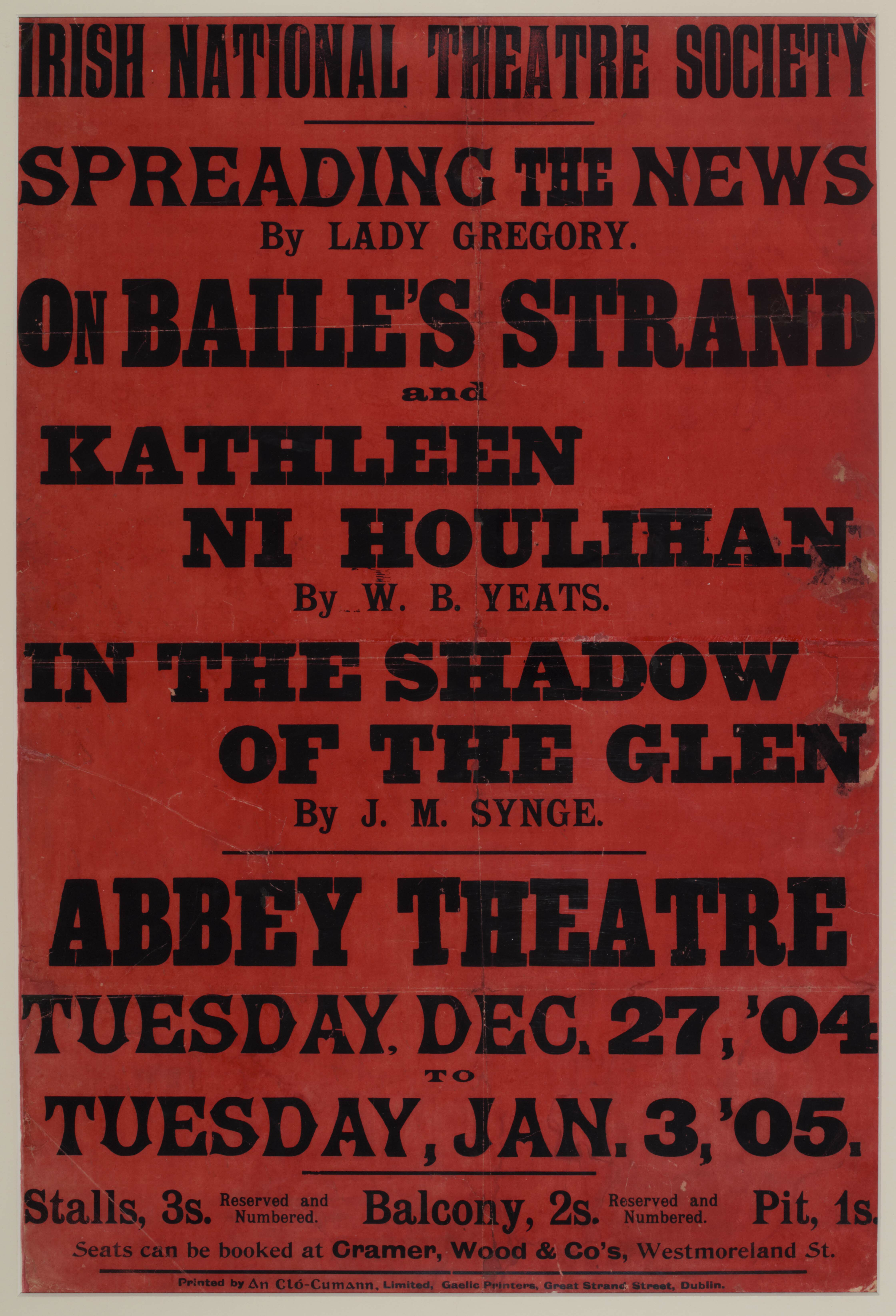
Divadelní plakát představení v Abbey Theatre

V lednu 1895 odjel do Paříže, kde studoval jazyky a literaturu na Sorbonně. Navštěvoval zde debatní kroužky a toužil stát se francouzským spisovatelem a kritikem. V prosinci 1896 se zde setkal s Williamem Butler Yeatsem, který u něho vzbudil zájem o Irsko a vyprovokoval ho k návratu.  V letech 1899-1902 strávil několik měsíců na Aranských ostrovech a načerpal zde většinu námětů pro svá další díla. Své zápisy z těchto návštěv shrnul do knihy Aranské ostrovy (The Aran Islands), jejíž rukopis koloval od roku 1901. Knižně byla vydána v roce 1907. V roce 1902 opustil Paříž a následujícího roku se usídlil v Londýně.
Synge byl spolu s Yeatsem, Lady Gregory a Edwardem Martynem spoluzakladatelem Společnosti irského národního divadla (The Irish National Theatre Society), která v roce 1904 otevřela Abbey Theatre (název podle sídla v ulici Lower Abbey Street). První uvedení jeho hry Ve stínu doliny (In the Shadow of the Glen) provedl soubor Irského národního divadla dne 10. října 1903 v Molesworth Hall. Stejná hra byla součástí prvního představení divadla Abbey Theatre na přelomu let 1904 a 1905. Jeho hry byly napadány v tisku irskými nacionalisty, kteří je chápali jako zesměšňování irského národa. Uvedení jeho nejslavnější hry Hrdina západu v Abbey Theatre 26. ledna 1907 způsobilo skandál, který skončil rvačkou. Další jeho hra Drátenická svatba byla z obavy před protesty katolických kruhů (ve hře je zesměšňován katolický kněz) hrána v Irsku až v roce 1971.
Synge byl zasnouben s herečkou Abbey Theatre Maire O'Neill. Ke svatbě, vzhledem k Syngeho zhoršujícímu se zdravotnímu stavu, nedošlo. Zemřel na Hodgkinovu nemoc krátce před svými třicátými osmými narozeninami.

## Dílo

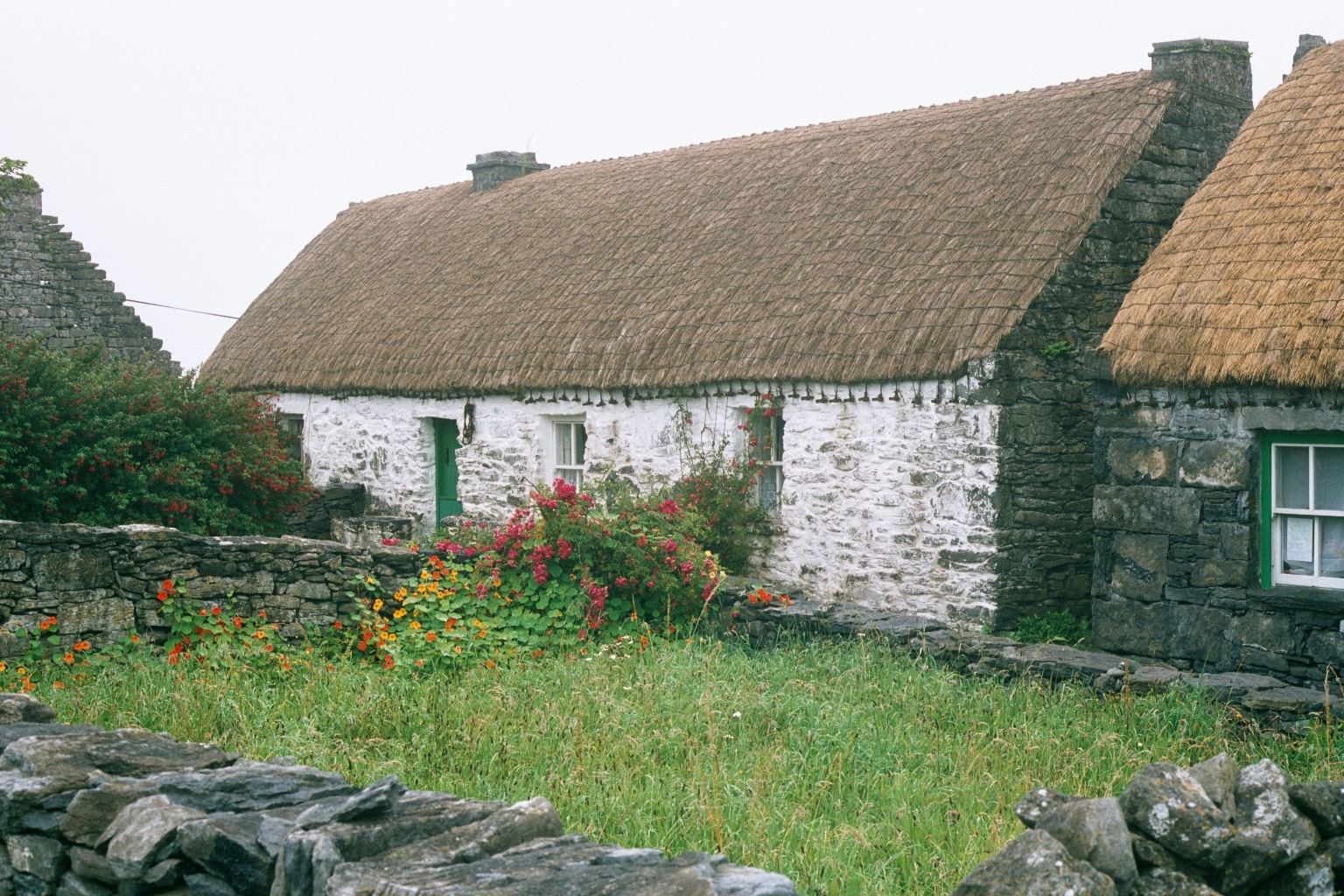
Domek na ostrově Inishmaan, kde Synge pobýval. Dnes Syngeovo muzeum

### Dramata
- Ve stínu doliny (In the Shadow of the Glen, 1903)
- Jezdci k moři (Riders to the Sea, 1904)
- Studnice světců (The Well of the Saints, 1905)
- Hrdina západu (The Playboy of the Western World, premiéra 1907) [p 2][4]
- Drátenická svatba (The Tinker’s Wedding, první náčrty 1902, premiéra 1909 v Londýně, první uvedení v Irsku bylo až v roce 1971 z obavy před protesty katolické církve, do češtiny překládáno též jako Cikánská svatba)
- Deirdre bolestná (Deirdre of the Sorrows, nedokončeno, premiéra 1910 v úpravě Williama Butlera Yeatse a Maire O'Neill) - romantické zpracování irského mýtu o Deirdre a synech Usnových.

### Další práce
- Aranské ostrovy (The Aran Islands, napsáno 1901, vydáno 1907) - záznamy z pobytu na Aranských ostrovech u západního pobřeží Irska. Knihu ilustroval Jack Butler Yeats, bratr Williama Butlera Yeatse, který je rovněž autorem známého Syngeho portrétu [5]
- Básně a překlady (Poems and Translations, 1909) - vedle vlastní poezie obsahuje Syngeovy překlady Francesca Petrarcy, Françoise Villona a dalších.
- In Wicklow and West Kerry, 1912 - eseje z cest, původně otištěno v časopisech "Manchester Guardian" a "The Shanachie".

### České překlady
- Jezdci k moři, překlad Karel Mušek, Dobré dílo; sv. 77, Stará Říše : Marta Florianová, 1922, bibliofilie
- Aranské ostrovy, překlad Karel Mušek, úprava překladu František Pastor, Dobré dílo; sv. 98, Stará Říše : Marta Florianová, 1929, bibliofilie
- Hrdina západu : Hra o 3 dějstvích, překlad Vladislav Čejchan, Praha : Dilia, 1961
- Ve stínu doliny ; Drátenická svatba, překlad Gabriela Nová, Praha : Dilia, 1964
- Hrdina západu : dramata a próza, uspořádal Ondřej Pilný, přeložili Daniela Furthnerová a další, Praha : Fraktály, 2006, ISBN 80-86627-12-8 - vydáno ve spolupráci s Kabinetem irských studií Univerzity Karlovy
- Hrdina západu, překlad Martin Hilský, Praha : Artur, 2009, ISBN 978-80-87128-24-4

### Uvedení her v češtině
- Hrdina západu [4]
  - 1916 pod názvem Rek západu, Městské divadlo na Královských Vinohradech, překlad Václav Alois Jung a Karel Mušek, režie Václav Vydra
  - 1928, divadlo Dada, režie Jiří Frejka,
  - 1947, divadlo DISK, Karel Palouš
  - 1961, Divadlo F. X. Šaldy, Liberec, režie Milan Vobruba
  - 1961, Československý rozhlas pod názvem Hrdina zapadákova. Překlad a úprava Vladislav Čejchan. Hudba Marek Kopelent, orchestr řídí Miloš Zelenka. Asistentka režie Eliška Ciklová. Inspicie Bohumil Semerák. Technická spolupráce Vladimír Kalmický a Jiřina Nováková. Režie Josef Henke. Osoby a obsazení: Krista Mahon (Vladimír Hrubý), starý Mahon, jeho otec, starousedlík (Josef Beyvl), Michael James Flaherty, hostinský (Josef Hlinomaz), Margaret Flahertyová, zvaná Peggan Miko, jeho dcera (Věra Kubánková), Shawn Koogh, její bratranec (Jiří Pick), vdova Quinová (Libuše Havelková), Philly Cullen, drobný farmář (J. V. Švec), Jimmy Farrel, drobný farmář (František Hanus), Sára Tenseyová (Luba Skořepová), Zuzana Brendyová (Anuše Pejskarová), Honorie Blakeová (Marta Kučírková), veřejný vyvolavač (Jiří Kadlec), premiéra 26. 3. 1961[6]
  - 1962, Městská divadla pražská, režie Karel Svoboda
  - 1963, Divadlo Petra Bezruče, Ostrava, režie Saša Lichý
  - 1978, Divadlo Vítězného února, Hradec Králové, režie Václav Beránek
  - 1996, Národní divadlo, režie Jan Kačer, premiéra: 5. říjen 1996
  - 2007, Činoherní klub, režie Ondřej Sokol, premiéra: 10. září 2007 [7]
- Studnice světců
  - 1921 Národní divadlo, překlad Karel Mušek, režie Karel Želenský, premiéra: 5. listopad 1921[8]
  - 2014 Český rozhlas pod názvem Studna světců, překlad Ondřej Pilný, hudba Jan Trojan, dramaturgie Renata Venclová, režie Lukáš Hlavica. Osoby a obsazení: Martin Doul (Viktor Preiss), Mary Doulova (Simona Stašová), Timmy, kovář (David Novotný), Molly Byrneova (Andrea Elsnerová), Světec (Jaroslav Plesl), Bride (Lucie Polišenská), lidé (Vojtěch Bartoš, Ondřej Vacke, Michal Necpál, Tereza Krippnerová, Josefína Voverková, Marie Radová a Iva Holubová)[9]
- Ve stínu doliny
  - 1906 Smíchovské divadlo, překlad Karel Mušek,
  - 1907 Národní divadlo, překlad Karel Mušek, režie Karel Mušek, premiéra: 17. srpen 1907
  - 1979 Český rozhlas, překlad Gabriela Nová, rozhlasová úprava Jan Burian, režie Josef Melč[10]
- Jezdci k moři
  - 1999 Český rozhlas, překlad a dramatizace Jiří Strnad, režie Hana Kofránková.[10]